# Von Thronstahl
Von Thronstahl sono una band tedesca di musica elettronica, Marziale, Neoclassica, Industrial rock fondata nel 1995 da due fratelli cattolici, Bernhard e Josef Maria Klumb.

## Discografia

### Album ed EP
- 1998 Sturmzeit (10" Vinile)
- 2000 Imperium Internum (CD)
- 2001 E Pluribus Unum (CD)
- 2001 Leipzig "Lichttaufe" 2000 (7" Vinile)
- 2002 Re-Turn Your Revolt Into Sytle (CD-Box, limitata a 500 copie)
- 2003 Bellum, Sacrum Bellum!? (CD)
- 2004 Pessoa/Cioran (CD, con "The Days Of The Trumpet Call", limitata a 500 copie)
- 2004 Split (con "The Days Of The Trumpet Call", limitata a 500 (CD) e 300 (Vinile) copie
- 2006 Mutter der Schmerzen (MCD)
- 2007 Sacrificare (CD-Box / CD)
- 2009 Germanium Metallicum (CD-Box / CD)
- 2012 Corona Imperialis (CD)

### Compilation
I Von Thronstahl hanno contribuito a scrivere e comporre un album tributo per Leni Riefenstahl, Julius Evola, Josef Thorak, Corneliu Zelea Codreanu, Hermann Hendrich, Arno Breker, e Filippo Tommaso Marinetti.

## Controversie
Il gruppo è stato accusato molte volte di propaganda politica neo-fascista a causa dell'immagine del gruppo ed è stato criticato per l'uso di emblemi nazionalsocialisti e fascisti combinato con elementi tratti dal mondo dell'alta moda, soprattutto nelle cover degli album e durante le performance live.

In realtà la maniera distaccata con cui tali simbologie sono evocate, è stata ben espressa dai suoi fondatori: l’immagine della band è volutamente provocatoria con la volontà di creare un'estetica raffinata ed essenziale, ispirata in egual misura dall'architettura razionalista, dal 'dandysmo' anni '20 e '30 e dall'haute couture alla Coco Chanel, nonché l'assenza di messaggi di odio, discriminazione e violenza tipici delle espressioni musicali di estrema destra (NSBM, RAC, etc...) suggerisce che tale scelta derivi più da una volontà dissacratoria e provocatoria che da una reale convinzione politica. 

## Collegamenti
- Sito ufficiale dei Von Thronstahl, su vonthronstahl.de.